# Diastaltica separabilis
Diastaltica separabilis är en fjärilsart som beskrevs av Walsingham 1910. Diastaltica separabilis ingår i släktet Diastaltica och familjen stävmalar. Inga underarter finns listade i Catalogue of Life.